# Night Court (TV-serie, 2023)
Night Court är en amerikansk komediserie som producerades i tre säsonger av Warner Bros. Television och sändes av NBC mellan 2023 och 2025.
Serien är en uppföljare till 1980-talsserien Rätt i natten.

## Handling
Abby Stone följer i sin fars fotspår som domare i en nattöppen jourdomstol på Manhattan.

## Rollista i urval
- Melissa Rauch - domare Abby Stone
- John Larroquette - försvarsadvokat Dan Fielding
- India de Beaufort - assisterande åklagare Olivia Moore (säsong 1-2)
- Wendie Malick - åklagare Julianne Walters (säsong 3)
- Kapil Talwalkar - rättstjänsteman Neil Valluri (säsong 1)
- Nyambi Nyambi - rättstjänsteman Wyatt Shaw (säsong 2–3)